# Sędzimirów
Sędzimirów (niem. Wilhelmsdorf) – wieś w Polsce położona w województwie dolnośląskim, w powiecie złotoryjskim, w gminie Pielgrzymka, na Pogórzu Kaczawskim w Sudetach.

## Podział administracyjny
W latach 1975–1998 miejscowość administracyjnie należała do województwa legnickiego.

## Położenie
W pobliżu wsi ma swoje źródło rzeczka Bobrzyca, dopływ Bobru.

## Zabytki
Do wojewódzkiego rejestru zabytków wpisane są:
- kościół ewangelicki, obecnie rzymskokatolicki, pw. Podwyższenia Krzyża, wzmiankowany w 1399 r. - XIV w., lata 1786-1830
- cmentarz ewangelicki, obecnie rzymskokatolicki, przykościelny